# Айх (Штирия)
Айх (нем. Aich), также Айх-Ассах (нем. Aich-Assach) — община (нем. Gemeinde) в Австрии, в федеральной земле Штирия.
Входит в состав округа Лицен.  Население составляет 1272 чел. на 1 января 2016 года (890 человек на 31 декабря 2005 года, 1210 человек в 2013 году). Занимает площадь 24,68 км². Официальный код  —  61 202.

## Политическая ситуация
Бургомистр общины — Франц Данкльмайер (АНП) по результатам выборов 2015 года.
Совет представителей общины (нем. Gemeinderat) состоит из 15 мест (9 в 2005 году).
Распределение мест:
- Народники (АНП) занимают 10 мест (5 в 2005г.)
- Свобода (АПС) занимает 3 места (3 в 2005г.)
- Социал-демократы СДПА занимают 2 место (1 в 2005г.)